# Фотоелектромагнітне явище
Фотоелектромагнітне явище або явище Кікоїна–Носкова — виникнення електрорушійної сили у вміщеному в магнітне поле напівпровіднику при його освітленні. 
Спричинене впливом магнітного поля на дифузійний струм носіїв електричного заряду в напівпровіднику при неоднорідності в розподілі електронів і дірок провідності у напрямі, перпендикулярному до магнітного поля, що досягається, наприклад, використанням світла, яке активно поглинає речовина.
Ефект застосовують у чутливих приймачах інфрачервоного проміння, а також для вимірювання часу життя нерівноважних носіїв заряду в напівпровідниках.
Відкрили у 1933 році радянські вчені І. К. Кікоїн та М. М. Носков.